# Munkaerőpiac
A munkaerőpiac a munkaerő adásvételével kapcsolatos közgazdasági értelemben vett piac. Az eladók (kínálat) a munkát keresők, aminek az összessége a munkaerő-kínálat. A vevők (kereslet) a munkaerőt kereső munkaadók, aminek az összessége a munkaerő-kereslet. A munkaerő-kereslet és kínálat közötti különbség a munkaerőhiány vagy a munkaerő-felesleg (munkanélküliség).  A munkaerőhiány előnyös a munkavállalók számára. A munkaerő-felesleg a vevőknek kedvez. A munkaerőpiac az egyes szakmák, foglalkozási ágak és térségek szerint további részpiacokra bontható.
Míg a korábbi történelmi korokban a munkaerő – illetve a segítségével előállított javak – átruházása alapvetően fizikai vagy törvényi kényszer hatására történt, addig a kapitalizmusban a munkaerő is egyfajta áruvá vált: cseréje a domináns közgazdaságtani irányzatok szerint önkéntes alapon, a munkaadók és munkavállalók, illetve képviselőik által kialkudott (és sok esetben az állam által is befolyásolt) árakon történik. A munkaerő árát bérnek nevezzük. (A munkavállalók bérre gyakorolt befolyását, valamint a munkavállalás önkéntességét több közgazdasági iskola, így például a marxizmus is megkérdőjelezi, illetve az előbbi mértékét, különösen azokban az ágazatokban és országokban, ahol nem működnek erős szakszervezetek, jelentéktelennek tartja.)
A közgazdaságtannak a munkaerőpiac elemzésével foglalkozó résztudománya a munkagazdaságtan.

## Munkaerő-kereslet
A munkaerő-keresletet a meglévő munkahelyeken történő üresedés illetve az új munkahelyek létrehozása (munkahelyteremtés) határozza meg. A munkahelyek létrehozása a piacgazdaságban elsősorban a magántulajdonon alapuló, nyereségérdekelt szabad vállalkozások feladata, hozadéka pedig a gazdasági növekedés. A közhatalom (kormány, helyi önkormányzat) nyereségérdekelt vállalkozásain kívül is hoz létre munkahelyeket a közfeladatok ellátására, amivel növeli a munkaerő-keresletet és egyben a közfoglalkoztatottak létszámát. Az ilyen tevékenységeknél a jövedelmek közösség általi részbeni újraelosztása is megtörténik a közterhek által. A nagymértékű közfoglalkoztatottság fékezi a gazdasági társaságok versenyképességét és negatívan hat a nyereségtermelő munkahelyek számának az alakulására.
A közhatalom feladata valójában, hogy tartósan olyan körülményeket alakítson ki, amelyek segítik a vállalkozásokat abban, hogy további munkahelyeket hozzanak létre. Ilyenek például a jogbiztonság a kiszámítható gazdasági környezet és az oktatás. Ide tartozik a kreativitás és az innováció – a vállalkozói tevékenységet is beleértve – fejlesztése az oktatás és a képzés minden szintjén. Továbbá a kivitel növelésének, a behozatal csökkentések, a külföldi vállalkozások államon belüli letelepedésének és a javak fogyasztásának az ösztönzése. A külkereskedelmi mérleg javítását a hazai vállalkozók versenyképessége jelentősen befolyásolja, ennek hiányát pedig a versenyszférára kirótt alacsony szintű közteherrel, vámokkal és közösségi támogatásokkal lehet mérsékelni. A fogyasztásra gyakorolt különböző tényezőkkel a fogyasztáselméletek foglalkoznak.  
A közhatalom további feladata ösztönözni a munkahelyet létrehozó vállalkozások letelepedését a leszakadó térségekben. Ezt a térségek energia-, közlekedés-, telekommunikációs infrastruktúrájának a fejlesztésével és a vállalkozások kiemelt letelepedési támogatásával éri el.

## Munkaerő-kínálat
A munkaerő-kínálata a lehetséges munkavállalókból áll. Ezek lehetnek diákok, munkanélküliek, a munkájukat befejező, elvesztő vagy újabb munkát is vállaló személyek és a nyugdíjasok. Mivel a munkaerő-kereslet nincs teljesen összhangban a munkaerő-kínálattal, ezért a közösségi (állami) és munkáltatói szerepvállalással kell a munkaerő-kínálatot segíteni.

### A közösségi szerepvállalás
Az állami és közösségi szolgáltatások a következők:
- munkaerő-piaci és foglalkozási tájékoztatás nyújtása,
- munka-, pálya-, álláskeresési, rehabilitációs, helyi (térségi) foglalkoztatási tanácsadás,
- munkaközvetítés,
- a munkanélküliek és diákok szakképzésének az elősegítése,
- hátrányos helyzetű személyek munkaviszony keretében történő támogatása,
- álláskeresők támogatása,
- a földrajzi mobilitási képesség javítása.

### A munkáltatói szerepvállalás
A munkáltatói szolgáltatások a következők:
- a jelenlegi és jövőbeli munkavállaló képzésének az öncélú támogatása,
- a munkavállaló földrajzi mobilitási képességének az öncélú javítása.

## A munkaerőpiac jellemzésére szolgáló mutatószámok
A munkaerőpiacot számos mutatószámmal jellemezhetjük; a következőkben ezek közül a legfontosabbakat tekintjük át.

### Foglalkoztatottak száma
A Nemzetközi Munkaügyi Szervezet (ILO) megfelelő ajánlása alapján Magyarországon egy vizsgált időszakban az tekinthető foglalkoztatottnak, aki legalább 1 óra jövedelmet biztosító munkát végez, vagy munkájától csak átmenetileg (például betegség vagy szabadság miatt) van távol.
Számos részletes szabály is létezik, amelyek alapján például a tanulmányhoz kötött szakmai gyakorlatot végzők vagy korábban a sorkatonák nem tartoznak (tartoztak) a foglalkoztatottak közé.

### Munkanélküliek száma
Munkanélkülinek azokat a személyeket tekintjük, akik bár képesek és akarnak is dolgozni, mégsem találnak munkát. Míg a munkaügyi hivatalok a munkanélküliek számát egyszerűen a náluk regisztrált állástalanok számával mérik, a Központi Statisztikai Hivatal szemszögéből egészen pontosan az tekinthető munkanélkülinek, aki:
- a vizsgált héten nem dolgozott (és nincs olyan munkája, amelytől átmenetileg távol volt), továbbá
- aktívan keresett munkát a megelőző négy hét folyamán, továbbá
- rendelkezésre áll, vagyis két héten belül munkába tudna állni, ha találna megfelelő állást, vagy
- nem dolgozik ugyan, de már talált munkát, és 90 napon belül dolgozni kezd.

### Gazdaságilag aktívak száma vagy munkaerő-állomány
Ez a mutatószám a foglalkoztatottak és a munkanélküliek számának összegével, vagyis tulajdonképpen a munkaerőpiac kínálati oldalán jelen lévők számával egyenlő.

### Gazdaságilag inaktívak száma
Gazdaságilag inaktív mindaz a munkaképes korú, vagyis 15 és 74 év közötti személy, aki nem tartozik a munkaerő-állományba. Legnagyobb csoportjuk a 74 évnél fiatalabb nyugdíjasoké. (Az ő „elkülönítésük” érdekében az inaktívak számát olykor csak a 15 és 64 év közöttiek körében mérik.) Ide tartoznak még többek között az úgynevezett passzív munkanélküliek is, akik bár a köznapi szóhasználat szerint munkanélküliek, nem regisztráltatják magukat a lakóhelyükhöz tartozó munkaügyi hivatalnál, vagyis nem vesznek igénybe állami segítséget az álláskereséshez.

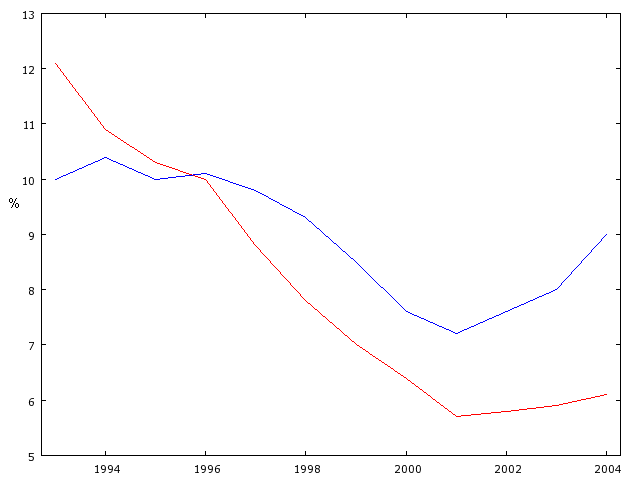
A munkanélküliségi ráta alakulása Magyarországon (piros) és az Európai Unióban (kék) 1993 és 2004 között

### Foglalkoztatási arány
A foglalkoztatási arány a foglalkoztatottak és a munkaképes korú népesség számának hányadosa.

### Munkanélküliségi ráta
Ez az arányszám a munkanélkülieknek a teljes munkaerő-állományon belüli részarányát mutatja.

### Aktivitási vagy részvételi (participációs) arány
Ez az arányszám a gazdaságilag aktívak és a munkaképes korú népesség számának hányadosaként képezhető. Magyarországon az aktivitási arány nem éri el a 62%-ot, amivel hazánk elmarad az Európai Unió régi tagállamaira jellemző részvételi aránytól.

### Átlagkeresetek
Az átlagkereset az összes foglalkoztatott személy keresetének becsült átlaga. Valójában négy különböző mutatószámot is átlagkeresetnek nevezhetünk.
- A bruttó nominális átlagkereset a jövedelemadók és járulékok levonása előtti átlagkereset pénzben kifejezett értéke.
- A nettó nominális átlagkereset az említett közterhek levonása utáni átlagkereset pénzben kifejezett értéke.
- A bruttó reál átlagkereset a közterhek levonása előtti átlagkereset, valamilyen módon megtisztítva az árszínvonal változásainak hatásától.
- A nettó reál átlagkereset a közterhek levonása utáni átlagkereset, szintén az árszínvonal-változástól megtisztítva.

Magyarországon a bruttó nominális átlagkereset 2005 első félévében 156 900 forint volt, ugyanennek a nettó értéke pedig 102 400 forint.
|                                        | 2000    | 2001    | 2002    | 2003    | 2004    | 2005    | 2006    | 2007    |
| Foglalkoztatottak száma (ezer fő)      | 3 856,2 | 3 868,3 | 3 870,6 | 3 921,9 | 3 900,4 | 3 901,5 | 3 930,1 | 3 926,2 |
| Munkanélküliek száma (ezer fő)         | 263,7   | 234,1   | 238,8   | 244,5   | 252,9   | 303,9   | 316,8   | 311,9   |
| Gazdaságilag aktívak száma (ezer fő)   | 4 119,9 | 4 102,4 | 4 109,4 | 4 166,4 | 4 153,3 | 4 205,4 | 4 246,9 | 4 238,1 |
| Gazdaságilag inaktívak száma (ezer fő) | 3 659,6 | 3 670,0 | 3 652,8 | 3 578,5 | 3 567,9 | 3 517,1 | 3 474,9 | 3 481,3 |
| Foglalkoztatási arány (%)              | 49,6    | 49,8    | 49,9    | 50,6    | 50,5    | 50,5    | 50,9    | 50,9    |
| Munkanélküliségi ráta (%)              | 6,4     | 5,7     | 5,8     | 5,9     | 6,1     | 7,2     | 7,5     | 7,4     |
| Aktivitási arány (%)                   | 53,0    | 52,8    | 52,9    | 53,8    | 53,8    | 54,5    | 55,0    | 54,9    |

Jegyzet: Az adatok a 15-74 éves népességre vonatkoznak. Az OECD országaiban általában ezeket a korosztályokat tekintik gazdaságilag aktívnak. A 15-64 éves szegmensre számolva a foglalkoztatási arány néhány százalékponttal magasabb.

### Felhasznált adatok forrása
- Stadat, Központi Statisztikai Hivatal - 2.1.1. A 15–74 éves népesség gazdasági aktivitása nemenként (1998–)[halott link]
- Munkaerő-piaci jellemzők a 2005/IV. negyedévben, Központi Statisztikai Hivatal